# Al-Hadaf
Al-Hadaf (en idioma àrab: الهدف) és un diari polític libanès, de distribució setmanal. Va ser fundat el 1969 a Beirut per Ghassan Kanafani com a portaveu polític del Front Popular per a l'Alliberament de Palestina, exposant una versió marxista-leninista del nacionalisme palestí panarabista. Kanafani va morir el 1972 per un atac amb un cotxe bomba comès pels sionistes del Mossad, però el diari roman en publicació.